# Guerra Civil Iraquiana (2013–2017)
A Guerra Civil Iraquiana foi uma guerra assimétrica iniciada por diversos grupos iraquianos e jihadistas contra o governo central iraquiano. Os eventos que levaram a este conflito começaram logo após a invasão do país por forças anglo-americanas em 2003. A estimativa do total de pessoas mortas durante o período da ocupação estrangeira (2003-2011) diverge de fonte para fonte, com os números variando de 150 000 a até 500 000 fatalidades. Entre 2007 e 2009, a violência caiu drasticamente de intensidade. A insurgência voltou com toda a intensidade após a retirada das tropas americanas em 2011, com o conflito sectário e religioso também voltando à tona, levando a mais uma brutal onda de violência. Atentados com carros bombas, emboscadas e ações armadas em larga escala acabaram se tornando muito mais frequentes, ameaçando desestabilizar o governo iraquiano. Grupos sunitas, contrários a administração do país (controlada por xiitas, que são a maioria da população), lançaram-se em diversas ofensivas pontuais para tentar lentamente minar as autoridades de Bagdá que, apesar de receber apoio logístico e militar dos americanos, não tinha mais a alternativa de pedir auxílio direto dos exércitos dos Estados Unidos.
Milícias armadas dentro do Iraque se fortaleceram e ganharam novos recrutas durante seu envolvimento na Guerra Civil Síria. O grupo Estado Islâmico do Iraque e do Levante (também conhecido pelas siglas EIIL ou ISIS, do inglês Islamic State in Iraq and Syria ou, ainda, ISIL, de Islamic State in Iraq and the Levant) se tornou a maior força de combate dos extremistas e uma das facções mais influentes e violentas da região. A luta para derrubar o regime do presidente da Síria, Bashar al-Assad (apoiado pelos xiitas), aumentou a rixa entre as duas vertentes do islamismo e intensificou o conflito sectário em toda a região.
Em junho de 2014, grupos fundamentalistas, encabeçados pelo EIIL, iniciaram uma nova e grande ofensiva no Iraque, focando na parte norte, centro e oeste do país. Eles rapidamente tomaram diversas cidades, como Mossul e Ticrite, e tinham planos de marchar até a capital, Bagdá. Centenas de pessoas teriam morrido nos combates. O grupo soltou diversos presos de cadeias locais e capturaram dezenas de armas. O objetivo dos insurgentes era construir um grande califado islâmico englobando uma enorme área da região e por isso impuseram uma visão estrita da lei islâmica nos territórios que ocupavam. As autoridades iraquianas foram acusadas de incompetência para lidar com o ressurgente problema. Muitos soldados teriam se recusado a lutar e recuaram, frente aos avanços dos rebeldes islamitas. O governo posteriormente tentou reagir, se reagrupando e convocando tropas para futuras operações militares contra os jihadistas. Diante da escalada da violência e ameaça de desestabilização do Iraque e da região do Curdistão, os Estados Unidos e vários países da OTAN lançaram, no começo de agosto, uma campanha de bombardeio aéreo contra alvos dos militantes do EIIL. Com apoio ocidental, o governo iraquiano foi, lentamente, reconquistando terreno. Então, a 9 de dezembro de 2017, o primeiro-ministro Haider al-Abadi declarou vitória sobre o Estado Islâmico, embora ações de guerrilha e insurgência prossigam, ainda que em pequena escala.

## Antecedentes
Antes da invasão do Iraque, existia uma insurgência sunita na zona curda iraquiana representada pelo Ansar Al Islam na região protegida pelos americanos desde a Guerra do Golfo. Desde dezembro de 2013, perto de dois anos após a saída das forças estrangeiras de ocupação do Iraque, combates violentos vinham ocorrendo entre tribos, as forças de segurança e o Estado Islâmico do Iraque e do Levante (EIIL). As lutas mais sangrentas aconteciam na região noroeste. Em janeiro de 2014, militantes do EIIL assumiram o controle de cidades como Faluja e Ramadi, conquistando assim boa parte da província de Ambar. Tentando retaliar, o exército iraquiano lançou várias ofensivas visando retomar o controle da região. Antes das batalhas começarem, o primeiro-ministro  do país, Nouri al-Maliki, deu um discurso controverso onde afirmou que a campanha militar era uma continuação da antiga luta sectária entre "os seguidores de Hussein e os de Yazid", em referência a uma importante batalha para os xiitas no século VII, alienando assim ainda mais a população sunita em Ambar, que até aquele momento havia demonstrado simpatia pelo governo.
Os avanços do EIIL também eram extensos na vizinha Síria, onde eles conseguiram recrutar pessoal e, acima de tudo, pegar várias armas, fortalecendo ainda mais sua posição. No começo de junho de 2014, os insurgentes começaram uma avanço efetivo nas regiões central e setentrional do Iraque. Até então, seus avanços na província de Ambar já era extensos, controlando Faluja e Garmah, além de partes de Hadita, Jurf Al Sakhar, Anah, Abu Ghraib e várias vilas pela região. Fortalecidos e bem armados, sua ofensiva chegou aos arredores de Bagdá.

## Combates no norte do Iraque e conflito generalizado
No começo de junho de 2014, o grupo jihadista Estado Islâmico do Iraque e do Levante (EIIL, também conhecido simplesmente como Estado Islâmico) lançou várias ofensivas no norte e no oeste do Iraque. Os ataques eram encabeçados por grupos insurgentes sunitas iraquianos contra o governo majoritariamente xiita do país e que resultaram na tomada de importantes cidades da região norte. Ainda em meados de junho, o grupo armado jihadista wahabista Estado Islâmico do Iraque, juntamente com vários militantes sunitas leais ao antigo governo de Saddam Hussein (ligado a facção iraquiana do Partido Baath) e tribos contrárias ao atual governo, tomaram o controle de Mossul, a segunda cidade mais populosa do país.
À medida que as forças governamentais iraquianas fugiam para o sul, as forças curdas preenchiam o vazio, ocupando parte dos territórios disputados entre o Iraque e o Curdistão. O parlamentar curdo Shoresh Haji expressou seu desejo de que "a liderança curda não perca esta oportunidade de ouro para que as terras curdas nos territórios disputados voltem ao controle curdo". Os observadores internacionais interpretaram a mobilização curda como o último sinal da "crescente anarquia" reinante no Iraque.

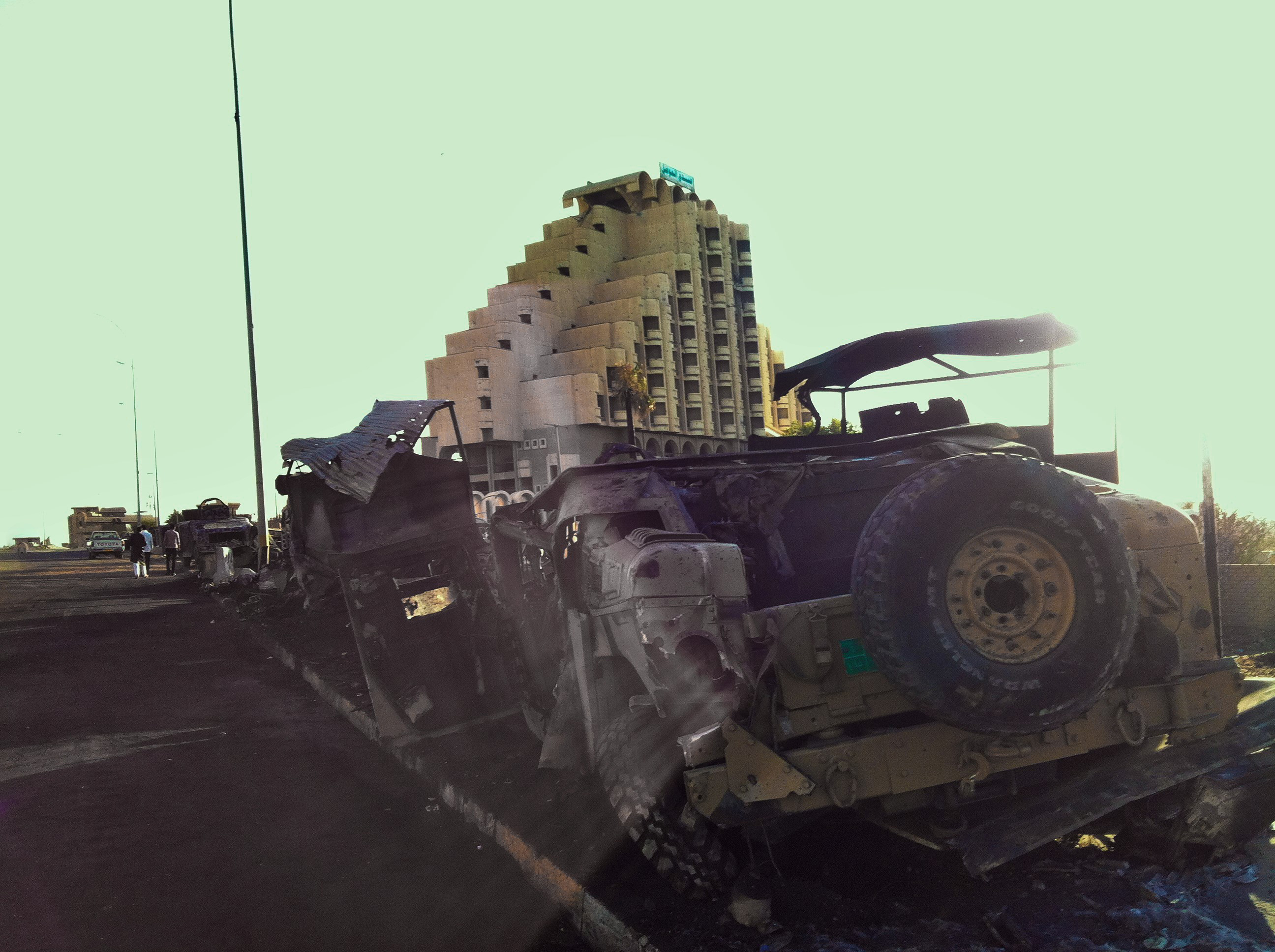
Um veículo Humvee (de fabricação norte-americana), a serviço do exército iraquiano, destruído por militantes do Estado Islâmico

Entre 9 e 10 de junho de 2014, membros do Estado Islâmico haviam conquistado a cidade de Mossul, capital da província de Nínive e segunda maior cidade do Iraque. Estima-se que cerca de 500.000 residentes teriam fugido. Duas semanas mais tarde, Ticrite, cidade natal de Saladino e de Saddam Hussein, também foi tomada pelos extremistas. Prédios do governo foram queimados e centenas de detentos foram libertados das cadeias. Duas divisões do exército iraquiano abandonaram os postos, não oferecendo resistência à invasão. Enormes quantidades de armamentos e milhões de dólares deixados para atrás pelo governo foram capturados pelos insurgentes. A maior refinaria de petróleo do Iraque, em Baiji, foi atacada. Foi reportado que Atheel al-Nujaifi, o então governador da província de Nínive, fugiu de Mossul antes do ataque.
O Estado Islâmico do Iraque e do Levante avisou as mulheres cristãs de Mossul para usarem hijabe. O marido de uma mulher assíria foi sequestrado e ameaçado de morte caso sua mulher não usasse o véu. Uma igreja armênia, perto do Hospital Al-Salaam, foi bombardeada. Uma estátua do poeta árabe, filho de cristãos, Abu Tamam, foi destruída. O grupo também ameaçou destruir outros sítios arqueológicos.  Na Síria, os combatentes atacaram sítios arqueológicos e destruíram objetos dados de  aproximadamente há 3000 anos.
Os cristãos foram obrigados a se livrar de símbolos de sua fé, e as mulheres precisam cobrir o rosto com o nicabe. "Somos tão poucos agora e nos tornamos muito vulneráveis", diz alguém. O número de cristãos no Iraque passou de 1,5 milhão, em 2003, para cerca de 35 mil, em 2014, principalmente por causa da emigração em massa, depois da queda de Saddam Hussein.
Ao final de 2014, grandes porções das províncias de Ninawa, Saladino e Ambar já haviam sido conquistadas pelos guerrilheiros do Estado Islâmico. Mesmo em menor número, os combatentes islamitas chegaram até mesmo a ameaçar uma investida contra a província de Bagdá, no centro do país. Embora tal ataque em larga escala nunca tenha ocorrido, "células dormentes" (jihadistas infiltrados entre os habitantes da capital), realizaram vários atentados. Enquanto isso, o EIIL continuava suas ofensivas pelo país, tomando parte da região de fronteira com a Jordânia e lutando contra as tropas do governo iraquiano em posições estratégicas próximas ao centro da nação. Combates particularmente violentos aconteciam perto de refinarias de petróleo ao norte da cidade de Baiji, a menos de 210 km da capital iraquiana. O município de Dhuluiya, que fica a 100 km de Bagdá, teria sido tomado em 12 de junho pelos insurgentes, enquanto eles prosseguiam suas ofensivas rumo ao sul, em áreas controladas por xiitas. A 20 de junho, os islamitas tomaram uma antiga instalação de fabricação de armas químicas em Al-Muthanna.

## Retomada iraquiana
Muitas áreas abandonadas pelo exército iraquiano próximos ao Curdistão passaram a ser controladas pelos Peshmerga, que só tenderam a aumentar seus domínios do norte do Iraque diante do caos reinante.
Nos últimos dias de junho de 2014, o exército iraquiano iniciou uma pesada ofensiva na região norte do país, mirando especialmente a cidade de Ticrite. Apesar de progressos terem sido reportados no município, o EIIL esboçava feroz resistência ao avanço das forças armadas do Iraque. No dia 3 de julho, o governo do país anunciou que a cidade de Awja havia sido recapturada e afirmou também ter ganhado terreno em outras frentes.
Frente a instabilidade no Iraque, os curdos anunciaram que um referendo popular por independência seria feito "em questão de meses". O governo iraquiano em Bagdá rejeitou essa possibilidade, e a Turquia também expressou preocupações com relação a isso. Desde a década de 90, o Curdistão Iraquiano é uma região autônoma e se governa praticamente sozinha.

Dois caças F-A-18F americanos decolando do deque do porta-aviões USS Carl Vinson, em outubro de 2014, para bombardear alvos do Estado Islâmico no Iraque

Ao fim de julho, a batalha por Ticrite lentamente se encerrava com as forças iraquianas sendo obrigadas a se retirar para posições mais defensivas ao sul. Ao mesmo tempo que o EIIL estava a apenas 100 km da capital Bagdá, eles não conseguiam avançar mais do que isso, tão pouco o governo conseguia expulsa-los dos territórios que estavam ocupando. Mais ao norte, os islamitas preparavam ofensivas contra os territórios próximos do Curdistão Iraquiano. Progressos foram reportados na província de Ninawa, com milicianos assumindo controle de cidades como Tal Kaif, Bartela e Karamlesh. Segundo relatos de moradores, combatentes do Estado Islâmico avançavam sem enfrentar muita oposição, já que as forças de segurança preferiam evitar o combate para salvar a própria vida. A cidade de Qaraqosh (também chamada de Bakhdida), que fica ao sudoeste de Mossul, foi tomada pelos insurgentes. O município é considerado a maior cidade cristã do Iraque. Cidadãos locais afirmaram que os jihadistas deram um ultimato aos habitantes da região: "fujam, se convertam [ao islã], ou morram". Mais de 200 mil pessoas optaram por fugir do caminho do avanço dos guerrilheiros. A ofensiva do EIIL continuou, com as forças de segurança fazendo poucos progressos, enquanto o Califado se fortalecia. Os curdos, por outro lado, conseguiam montar defesas mais coesas e se mostraram mais eficientes enfrentando os islamitas. Mesmo assim, forças do Estado Islâmico ainda conseguiram tomar um importante poço de petróleo de Ain Zalah, no começo de agosto. Apesar da resistência imposta pelos militantes da Peshmerga, os jihadistas conseguiram também capturar pelo menos três cidades curdas em uma rápida ofensiva no norte iraquiano.
No anoitecer do dia 7 de agosto de 2014, o presidente dos Estados Unidos, Barack Obama, autorizou ataques aéreos contra alvos do Estado Islâmico no Iraque. O objetivo seria proteger o pessoal americano naquele país, incluindo conselheiros militares. Enquanto isso, o governo iraquiano e seus aliados curdos lutavam uma batalha feroz para tentar deter os avanços do EIIL, especialmente no norte. No dia 10 do mesmo mês, em meio as incursões aéreas americanas no Iraque, as forças da Peshmerga lançaram vários contra-ataques contra os islamitas. Segundo o general curdo, Shirko Fatih, os importantes vilarejos de Makhmour e al-Gweir, que ficam perto da vital cidade de Arbil, foram retomados. Já no dia 18 de agosto fontes americanas afirmaram que tropas curdas, com apoio de forças especiais iraquianas e aeronaves dos Estados Unidos, conseguiram reconquistar uma importante represa as margens do rio tigre, nas cercanias da cidade de Mossul. Enquanto isso, várias nações do mundo condenaram as ações dos extremistas. A União Europeia afirmou que os massacres perpetrados pelos combatentes do Estado Islâmico eram "crimes de guerra".
No fim de agosto, as ofensivas do EIIL começaram a perder força após aumento nos bombardeios feitos pela força aérea dos Estados Unidos e também devido aos contra-ataques dos curdos e do governo iraquiano. Nesse meio tempo, o jornalista americano James Foley, que havia sido raptado pelos extremistas na Síria, foi executado no Iraque. Sua morte foi filmada pelos rebeldes. O episódio trouxe mais condenação da comunidade internacional. Segundo o Pentágono, forças especiais americanas tentaram libertar Foley mas a operação terminou em um fracasso. Este teria sido o primeiro combate terrestre travado entre soldados dos Estados Unidos e membros do Estado Islâmico. Os americanos então expandiram seus ataques na região norte do Iraque. No dia 31, tropas iraquianas romperam o cerco dos jiadistas a cidade de Amirli, no leste da província de Saladino. Durante esta operação, aviões estadunidenses atacaram alvos dos insurgentes, ao mesmo tempo que lançaram ajuda humanitária para os civis da região. A operação teve apoio logístico da Austrália e do Reino Unido.

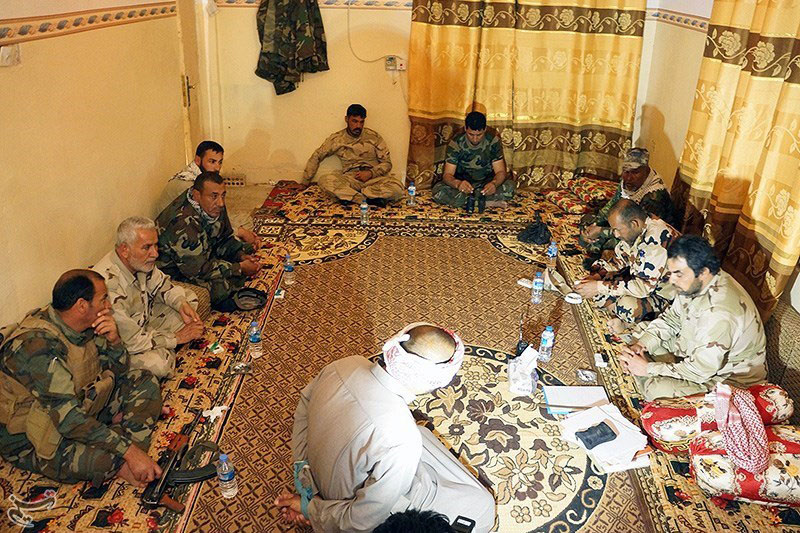
Terrorista do Estado Islâmico é interrogado por milicianos das Forças de Mobilização Popular

No começo de setembro de 2014, o presidente americano Barack Obama ordenou uma expansão na campanha de bombardeios no Iraque. Ele também autorizou ataques aéreos contra a Síria, que vivia sua própria guerra interna. Segundo o presidente, foram mais de 160 surtidas aéreas americanas contra alvos dos extremistas em território iraquiano apenas no mês de agosto. Vários países da Europa e do mundo árabe anunciaram que apoiariam os americanos, enviando armas aos oponentes do Estado Islâmico. Enquanto isso, próximo a Bagdá, posições do EIIL foram bombardeadas por aviões dos Estados Unidos. Nas frentes de batalha pelo país, os combates se intensificavam sem que nenhum lado conseguisse uma vitória significativa sobre o outro. No dia 19 do mesmo mês, aviões franceses lançaram bombas contra alvos do Estado Islâmico no nordeste do Iraque. Assim, a França se tornava o segundo país ocidental (junto com os Estados Unidos) a iniciar uma campanha de bombardeios contra o EIIL. Dias depois, o Reino Unido se juntou a coalizão, participando das incursões aéreas, enquanto no solo o Estado Islâmico conseguia manter suas posições nas frentes de batalha. No começo de outubro, foi a vez da Turquia se juntar a coalizão da OTAN, após os combates na tríplice fronteira turca-síria-iraquiana se intensificarem, assim como a crise humanitária na região. Mesmo com os bombardeios, os militantes do EIIL conseguiram retomar seus avanços rumo ao sul, aproximando-se da capital Bagdá. No começo de novembro, após semanas de retrocessos e impasses, as forças de segurança iraquianas lentamente conseguiam se firmar nos campos de batalha e tentaram recuperar o terreno perdido. Em uma ofensiva bem sucedida, as tropas do governo do Iraque conseguiram retomar a estratégica cidade de Beiji (que fica a 250 km a norte da capital iraquiana e possui uma enorme refinaria de petróleo) das mãos dos extremistas do Estado Islâmico.
Os combates no final de 2014 foram brutais. Mesmo com os Estados Unidos, a França e o Reino Unido intensificando suas surtidas aéreas em território iraquiano e sírio, o Estado Islâmico mantinha-se firme nas linhas de combate, retrocedendo muito pouco. O exército do Iraque, contudo, tentou renovar suas ofensivas no começo de 2015 e após violentos confrontos, libertaram a província de Dijalah, no leste, ao fim de janeiro. Mais de 1 600 pessoas teriam morrido nesta luta. Os combates por toda a região se intensificaram logo depois.
No começo de 2015, o governo do Iraque e milicianos xiitas locais lançaram uma série de ofensivas no norte, apoiados pelas potências ocidentais e pelo Irã. O objetivo seria abrir caminho até Ticrite e eventualmente avançar sobre Mossul. Uma parte importante dos ataques iniciais incluía liberar as regiões próximas a Bagdá, que ainda estavam tomadas por militantes ligados ao Estado Islâmico (EI). Apesar dos sucessos iniciais, as batalhas ficavam mais ferozes conforme avanços eram feitos e pesadas baixas em ambos os lados eram reportadas. Finalmente, em meados de abril, Ticrite foi oficialmente libertada pelo exército iraquiano. Eles contaram com suporte crucial de milícias locais e de militares iranianos, além do apoio aéreo ocidental. Ainda assim, o EI conseguiu se manter na ofensiva em algumas frentes no Iraque. Em meados de maio, a cidade de Ramadi, capital da importante província de Ambar e que fica a 100 quilômetros a oeste de Bagdá, foi tomada pelos combatentes do Estado Islâmico.

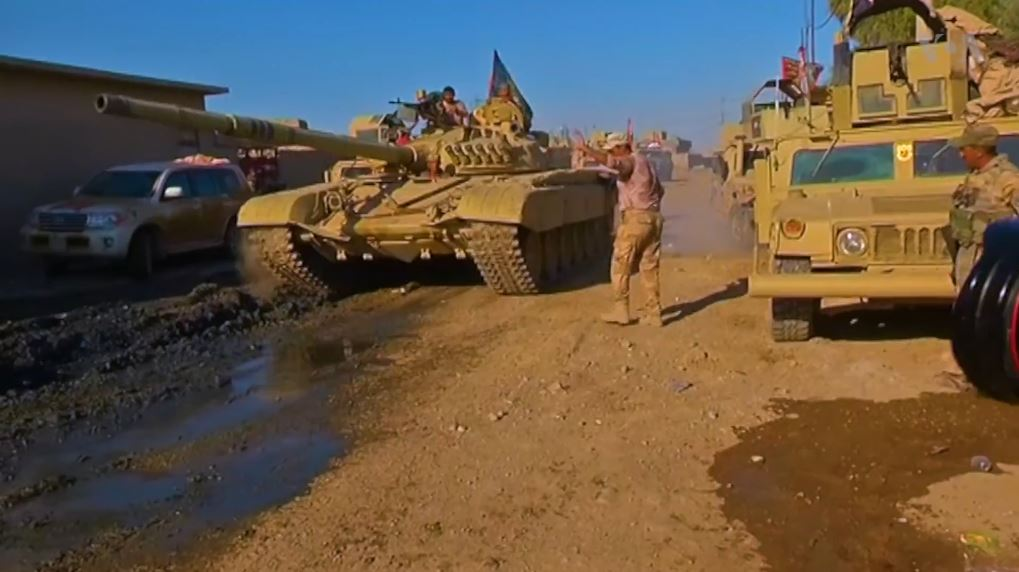
Militares iraquianos em Mossul, a novembro de 2016.

Ao fim de 2015, com os contra-ataques do governo iraquiano nas regiões centrais do país não dando tanto resultado, os curdos decidiram apertar suas ofensivas no norte, em especial na província de Ninawa. Em meados de novembro, após semanas de combates nas redondezas, a importante cidade de Sinjar foi tomada pelos combatentes da Peshmerga. Então, ao fim de dezembro de 2015, em uma das batalhas mais importantes do ano, o centro e várias áreas chave da estratégica cidade de Ramadi foram reconquistadas por forças iraquianas, apoiadas por aviões da coalizão ocidental liderada pelos Estados Unidos. O avanço foi lento e a batalha intensa, atrasada também por uso extensivo de minas e bombas improvisadas (além de outras armadilhas) por parte de militantes do Estado Islâmico. Alguns bolsões de resistência permaneceram, mas o governo central em Bagdá afirmou que esta seria uma das vitórias mais importantes do conflito até então. Para tentar reaver esta vital região, dias mais tarde, combatentes do EI lançaram um grande contra-ataque na direção central de Ramadi, mas fracassaram.

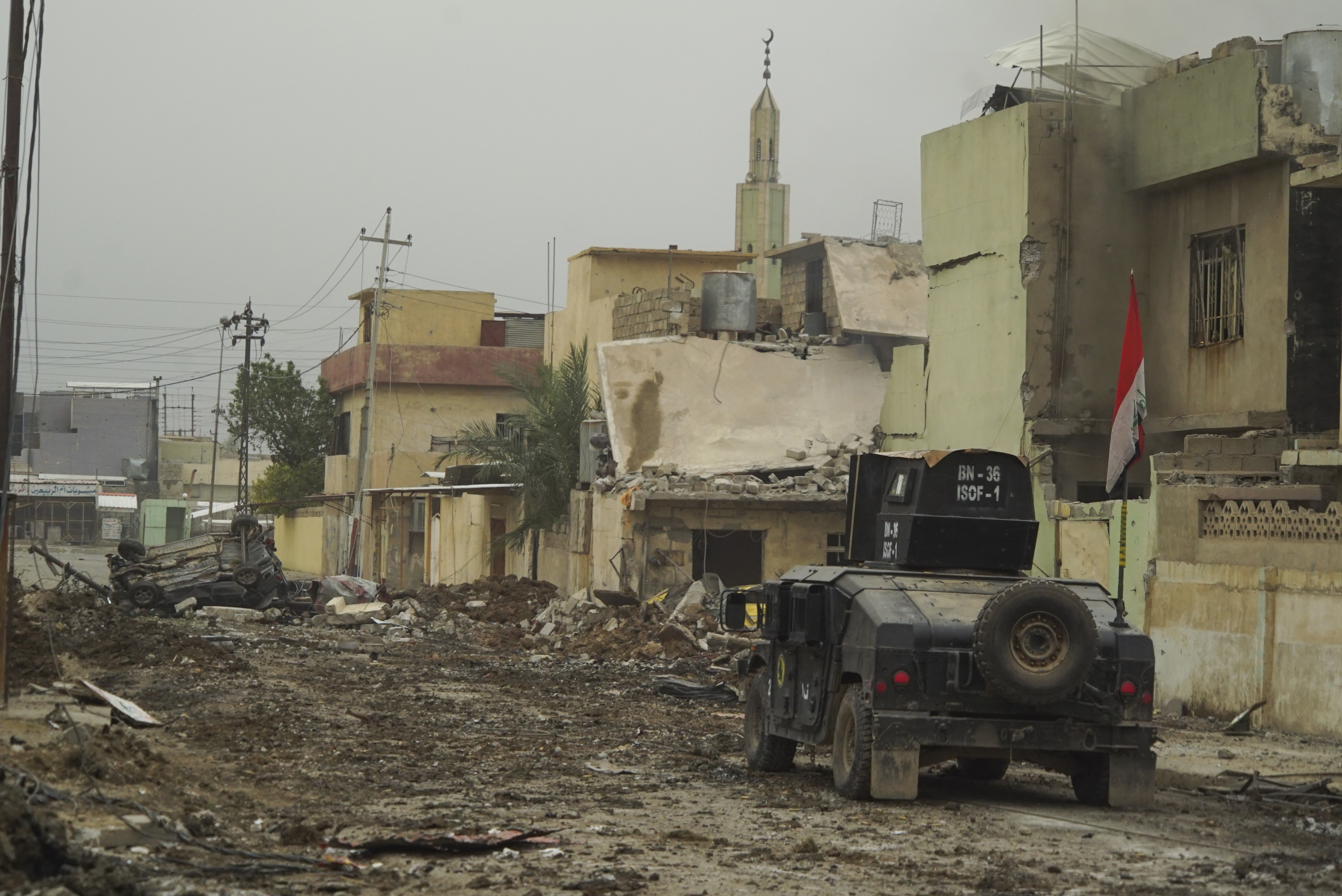
Humvee das Forças de Operações Especiais Iraquianas em Mosul, Novembro de 2016

No começo de 2016, a situação no centro do Iraque se estabilizou remotamente. As potências ocidentais intensificaram seus ataques aéreos e o exército iraquiano prosseguiu com suas ofensivas rumo ao norte. A estratégica cidade de Faluja, nas margens do rio Eufrates, começou a ser cercada em fevereiro. Combates violentos e atentados a bomba se intensificaram por todo o triângulo sunita neste período. No município de Al-Hillah, por exemplo, uma bomba explodiu matando mais de 60 pessoas entre civis e militares iraquianos. Já em Iskandariya um atentado suicida feito pelo Estado Islâmico matou mais 40 pessoas.
Entre maio e junho de 2016, o exército iraquiano e suas milícias lançaram uma pesada ofensiva na província de Ambar, tomando as cidades de Faluja e Al-Karmah e também liberando vilas vizinhas e cruciais estradas locais. A batalha na região foi intensa, em uma área controlada pela minoria sunita, muito importante estrategicamente na região central do Iraque, sendo estas derrotas algumas das mais significativas (desde a reconquista de Ramadi) infligidas ao Estado Islâmico (EI) naquele período da guerra. As forças do governo então continuaram suas ofensivas rumo ao norte, em direção a Mossul, a maior cidade iraquiana ainda em mãos dos terroristas do EI. A força tarefa encabeçada por países da OTAN, compostas primordialmente por aeronaves americanas, britânicas e francesas, participaram nas batalhas em Ambar, desempenhando uma crucial função. Denúncias de revanchismo de milícias xiitas leais ao governo central em Bagdá contra a população sunita foram feitas por grupos de direitos humanos. Saques, assassinatos e estupros foram reportados como acontecendo de forma desenfreada em áreas onde as lutas haviam terminado. Enquanto isso, combates violentos continuavam a acontecer na região norte do Iraque. Vários atentados a bomba perpetrados por militantes do EI contra cidades sob controle do governo também foram reportados no começo do segundo semestre de 2016, deixando centenas de mortos.

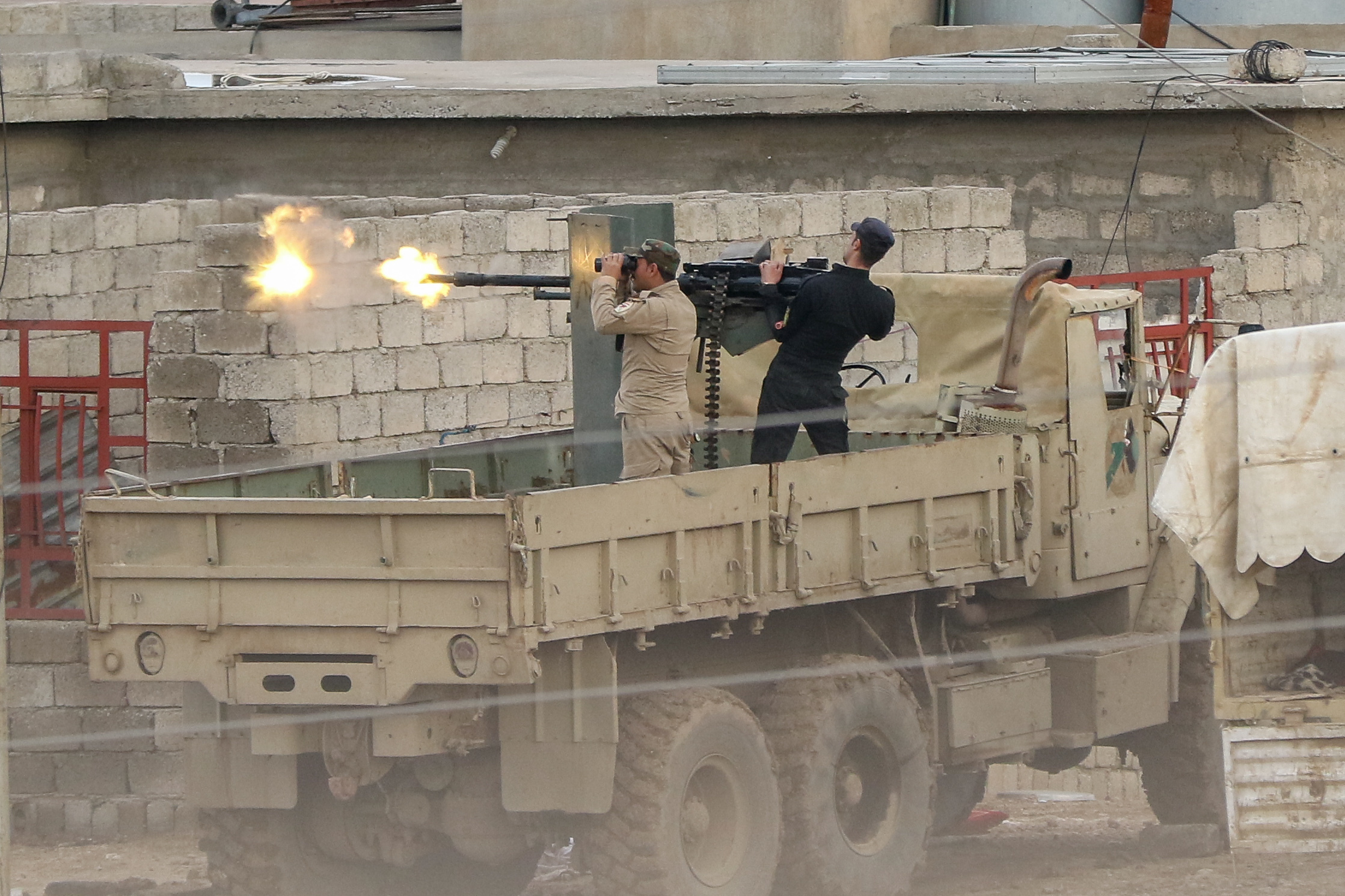
Soldados iraquianos combatendo militantes do Estado Islâmico (ISIS) em Al Tarab, perto de Mossul, em março de 2017

### Batalha de Mossul
Finalmente, em meados de outubro de 2016, o exército iraquiano, tropas curdas e milícias islamitas, apoiados por aviões e forças especiais da OTAN (encabeçados por Estados Unidos, França e Reino Unido) lançaram uma grande ofensiva terrestre para retomar a estratégica região de Mossul, a maior cidade em mãos do Estado Islâmico (EI) no Iraque, sendo o principal reduto do grupo no país. A batalha foi intensa, com violentos combates sendo reportados. Foram necessários quase nove meses de intensa luta para que os guerrilheiros do Estado Islâmico fossem sobrepujados e expulsos da região. A 10 de julho de 2017, o governo iraquiano proclamou vitória sobre o EI em Mossul. A cidade acabou parcialmente em ruínas e milhares de civis foram deslocados de suas casas, além das enormes perdas sofridas por combatentes em ambos os lados. A vitória iraquiana em Mossul foi descrita como decisiva na guerra contra os terroristas islâmicos no país.
Em outubro de 2017, tropas e milícias iraquianas lançaram uma série de ofensivas no norte do país, mirando o oeste das províncias de Ninawa e, principalmente, Ambar. Após curtos, porém violentos, combates, o governo de Bagdá anunciou ter retomando as importantes cidades de Alcaim e Rawa, em novembro. Logo em seguida, forças iraquianas expulsaram os militantes do Estado Islâmico da região do deserto de al-Jazira, na fronteira síria.

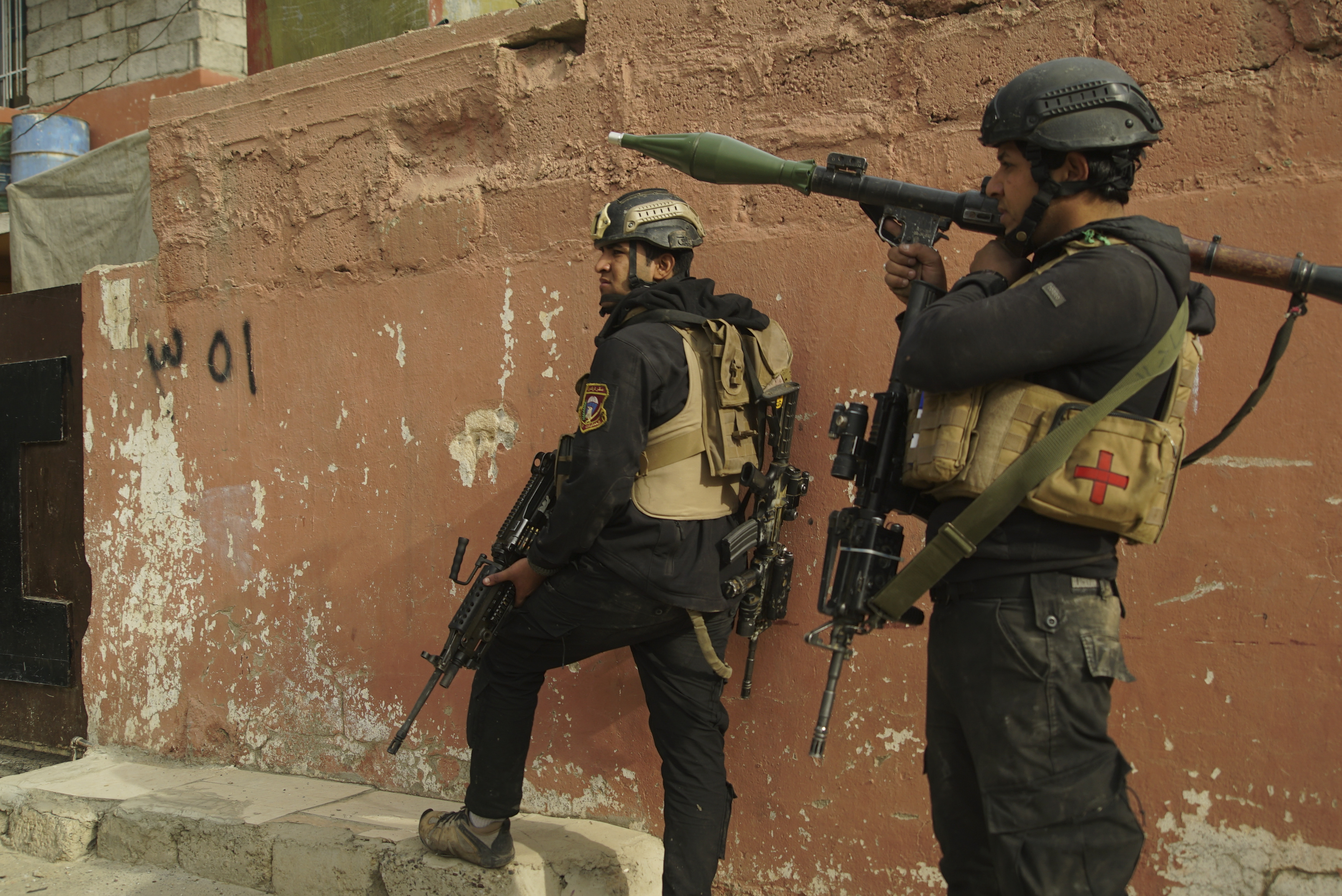
Forças especiais iraquianas em combate contra islamitas.

Em 9 de dezembro de 2017, o primeiro-ministro iraquiano, Haider al-Abadi, afirmou que o exército do Iraque já havia assumido o controle de toda a fronteira do país com a Síria, o que significaria a morte da presença do Estado Islâmico (EI) em território iraquiano. Foi reportado que militantes do EI haviam se dispersado pela zona rural síria ou para próximo da fronteira turca. Pequenos bolsões de resistência e ações de guerrilha persistiam, contudo, no oeste do Iraque.

## Atentados pós-guerra
Após algumas semanas de tranquilidade, atentados a bomba pelo Iraque continuaram, ainda que escala limitada. Em janeiro de 2018, explosões em Bagdá mataram pelo menos 27 pessoas. Estes atentados foram atribuídos a fundamentalistas ainda ligados ao Estado Islâmico que, apesar de muito enfraquecidos, ainda conservavam alguma força, apesar das declarações do governo iraquiano de que a guerra já estava vencida. Neste mesmo período, mais dois atentados suicidas aconteceram na capital matando quase 40 pessoas e também foi atribuído aos Islamitas do EIIL.
Segundo a revista britânica The Times, ainda em janeiro de 2018, o exército iraquiano lançou operações militares na província de Saladino, no centro do país, contra redutos do Estado Islâmico. Houve intensos combates e pelo menos 100 militantes islamitas foram mortos só na primeira semana.
Nesse meio tempo, um grupo conhecido como "Bandeiras Brancas" (em árabe الرايات البيض‎), ganhou força ao receber ex membros do Estado Islâmico (EI) e guerrilheiros curdos ligados a organizações mafiosas, tomaram partes da província de Saladino após tropas Peshmerga terem debandado da região e começaram a lançar atentados e ataques contra toda a área. Forças de segurança iraquianas lançaram operações militares contra eles e contra simpatizantes do EI na região central do país, caçando também islamitas ligados ao grupo terrorista Ansar al-Sunna. Em março de 2018, o Estado Islâmico, querendo ainda demostrar força, atacou atacou uma vila na região de Shirqat, matando pelo menos 10 pessoas, incluindo um xeique sunita.